# Senta Aulària (Avairon)
Senta Aulària (Senta Aulària en occità, Sainte-Eulalie-d'Olt en francès) és un municipi del departament francès de l'Avairon, a la regió d'Occitània. La comuna es troba a la llista de Les Plus Beaux Villages de France.